# Willem Anne Lestevenon
Willem Anne Lestevenon van Berkenrode, né le 14 octobre 1750 à Paris et mort le 4 octobre 1830 à La Ferté-Gaucher,, est un homme politique néerlandais.

## Biographie
Issu d'une famille de régents d'Amsterdam, Willem Anne Lestevenon naît en 1750 à Paris, où son père, Mattheus Lestevenon, est ambassadeur des Provinces-Unies près du roi de France. En 1760, il est envoyé à Leyde étudier le droit. À sa sortie, en 1768, il devient bailli de la ville et de la baronnie de Bréda. Dix ans plus tard, il s'installe à Haarlem et rentre au vroedschap de la ville. Échevin, il est envoyé aux États de Hollande en 1783 puis aux États généraux des Provinces-Unies l'année suivante.
En 1784, les États le désigne ambassadeur à Bruxelles près de Marie-Christine de Habsbourg-Lorraine, gouvernante des Pays-Bas autrichiens. Il est un ardent partisan des patriotes bataves, ce qui conduit Guillaume V d'Orange à le limoger. Il reste toutefois à la tête des patriotes de Haarlem, où il devient marguillier. 
Lorsque la Révolution batave éclate et que Guillaume V fuit en Angleterre le 19 janvier 1795, Lestevenon renverse la municipalité de la ville pour remplacer les orangistes par des patriotes. Lui-même est envoyé comme représentant aux États généraux. Considéré comme l'un des diplomates les plus habiles de son pays, il fait partie des représentants bataves chargé de négocier avec la France le Traité de La Haye, signé le 16 mai.
Le 27 janvier 1796, il est élu député de Haarlem à la première assemblée nationale batave et siège à la commission des Relations extérieures. Le 18 juin, il est envoyé à Paris représenter la République batave dans les négociations avec les princes allemands, l'empereur François II et la France, avec Jan David Pasteur. Il est mêlé à un scandale sexuel au milieu de l'année 1797 et démissionne de toutes ses fonctions.